# Мосгортранс
ГУП «Мосгортра́нс» — государственное унитарное предприятие, охватывающее своей деятельностью Москву и частично Московскую область и выполняющее городские и пригородные перевозки автобусами, городские перевозки электробусами, а также заказные перевозки автобусами городского и междугородного класса.

## История
Хронология названий отдельных предприятий городского пассажирского транспорта:
- с 1900 года — Московские городские железные дороги (МГЖД), курировало трамвайный транспорт
- с 1924 года — Московское коммунальное хозяйство (МКХ), курировало автобусный транспорт
- с 1930 года — тресты «Мосавтобус» и «Мострамвай», с 1933 года — трест «Мостроллейбус». С 1938 года все три треста подчинены транспортному управлению Моссовета
- с 1954 года — Управление пассажирского автомобильного транспорта (УПАТ)
- с 1955 года — Трамвайно-троллейбусное управление (ТТУ)

Хронология названий единого предприятия городского пассажирского транспорта:
- с 1958 года — Управление пассажирского транспорта Мосгорисполкома (УПТМ)
- с 1980 года — Главное управление городского пассажирского транспорта («Главмосгортранс»)
- с 1989 года — Московское межотраслевое производственное объединение «Мосгортранс» (ММПО «Мосгортранс»)
- с 1991 года — Комитет пассажирского транспорта Москвы (КПТМ)
- с 1992 года — Муниципальная компания «Мосгортранс» (МК «Мосгортранс»)
- с 1994 года — Государственная компания «Мосгортранс» (ГК «Мосгортранс»)
- с 1999 года — Государственное предприятие «Мосгортранс» (ГП «Мосгортранс»)
- с 2001 года — Государственное унитарное предприятие «Мосгортранс» (ГУП «Мосгортранс»)

История ГУП «Мосгортранс» начинается 31 июля 1958 года. В этот день решением Мосгорисполкома было образовано Управление пассажирского транспорта Мосгорисполкома (УПТМ) посредством слияния действовавших на тот момент Трамвайно-троллейбусного управления и управления пассажирского автомобильного транспорта. Таким образом, все три основных вида наземного массового общественного маршрутного транспорта Москвы — автобус, троллейбус, трамвай — были организационно объединены в единый производственно-технологический комплекс. Вновь образованное транспортное предприятие, наследником которого является ныне существующее ГУП «Мосгортранс», стало крупнейшим в России оператором городских пассажирских перевозок. Предприятие унаследовало вручённый 6 сентября 1947 года одному из предшественников — Управлению московского трамвая — орден Трудового Красного Знамени «за достигнутые успехи в деле восстановления и развития трамвайного хозяйства и в связи с 800-летием Москвы».
Годовой объём перевозок УПТМ составлял в 1960 году 2,669 млрд пассажиров (72,6 % от общего объёма, выполняемого всеми видами транспорта в городе), парк транспортных средств насчитывал 5800 единиц (1776 вагонов трамвая, 1360 троллейбусов и 2665 автобусов). В состав УПТМ на момент его образования входило 8 трамвайных депо, 4 троллейбусных и 7 автобусных парков, Служба пути, Служба движения, Служба тяговых подстанций, 4 ремонтных завода (СВАРЗ, троллейбусный ремонтный завод, электромеханический инструментальный завод и термитно-стрелочный завод) и другие подразделения.

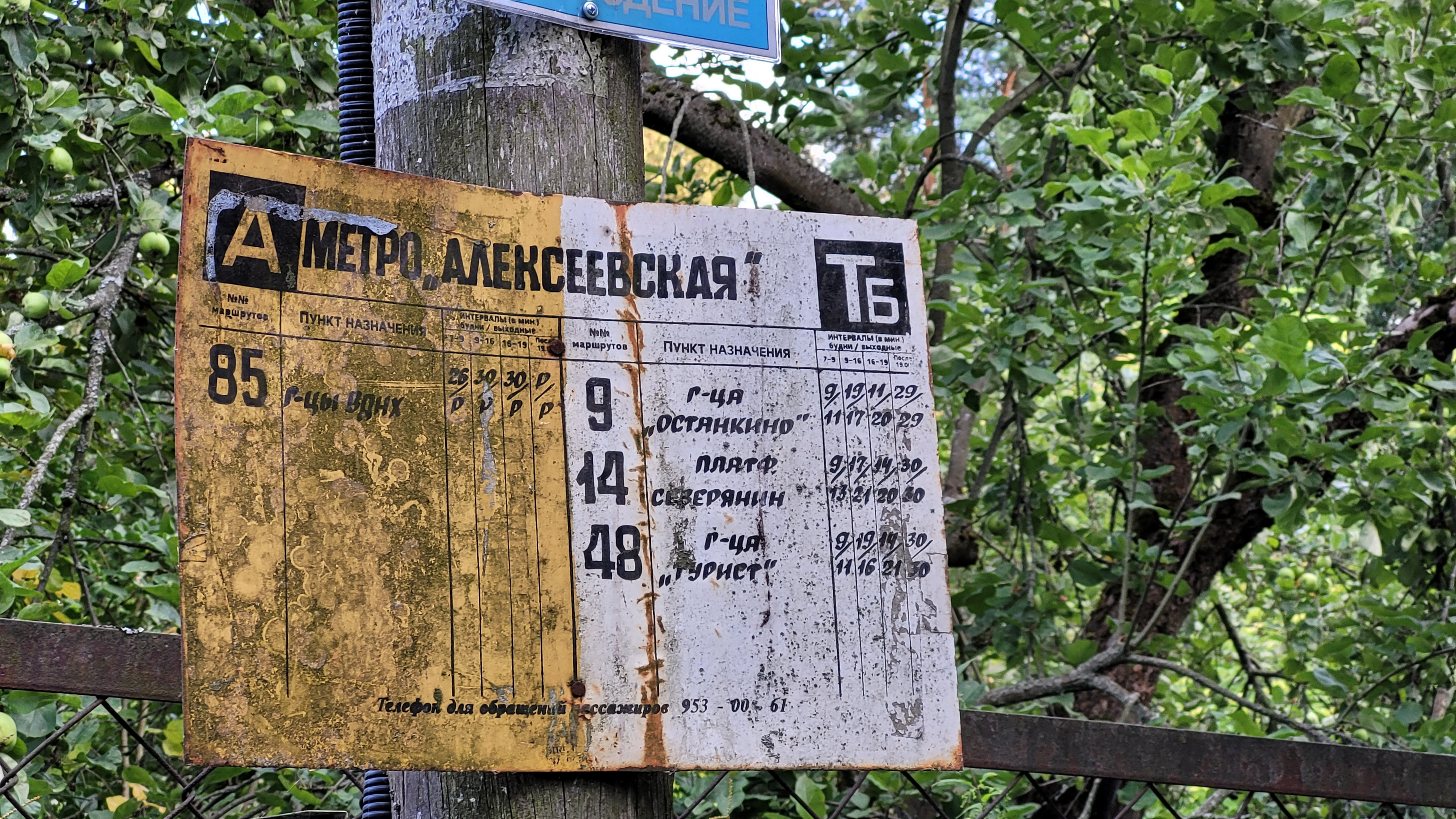
Остановочная табличка Мосгортранса 1990-х годов

В начале 1990-х годов Мосгортранс, как и многие другие транспортные компании России, испытывал существенные трудности. Ввиду недостатка финансирования качество транспортного обслуживания населения резко падало. Существенно снизился и доход предприятия ввиду большого количества льготников, имеющих право на бесплатный проезд, и безбилетных пассажиров. Только к концу 1990-х годов удалось найти выход из кризиса. В московских автобусах, троллейбусах и трамваях стали появляться кондукторы, которые контролировали оплату проезда пассажирами на наиболее загруженных маршрутах; были разработаны программы по закупке и модернизации подвижного состава.

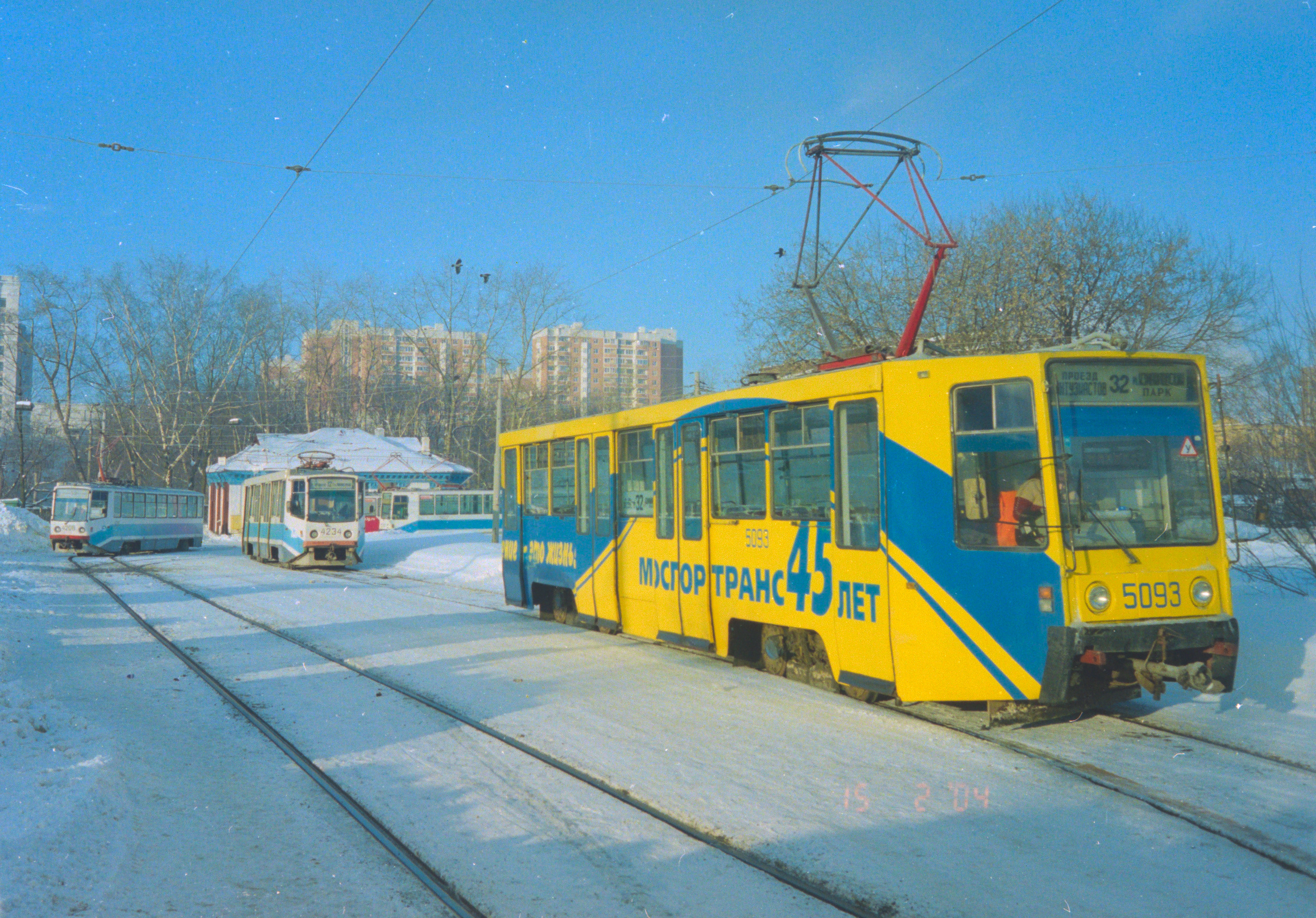
71-608К в юбилейной окраске «45 лет Мосгортранс», 2004 год

В 2003 году «Мосгортранс» начал переход на работу с автоматизированной системой контроля проезда (АСКП).
С 28 декабря 2009 года «Мосгортранс» приступил к эксплуатации собственных маршрутных такси микроавтобусами Fiat Ducato. После их списания, начиная с 2017 года, на маршруты вышли микроавтобусы марки Mercedes-Benz Sprinter.
В 2010 году ГУП «Мосгортранс» перевезло 1637 млн пассажиров, из них автобусным транспортом — 1045 млн пассажиров.
Начиная с мая 2016 года ГУП «Мосгортранс» стала передавать свои маршруты в частные автотранспортные компании, но с сохранением всех льгот и билетов, действующих в общественном городском транспорте Москвы.
В октябре 2016 года была запущена единая сеть бесплатного Wi-Fi в городском транспорте.
В октябре 2017 года состоялось масштабное обновление маршрутов наземного городского пассажирского транспорта, проходящих через центр столицы. Затронуты маршруты на Садовом кольце, Тверской Заставе и Краснопресненской набережной.
В начале 2018 года 72 маршрута ГУП «Мосгортранс» перешли на бестурникетную систему работы.
В феврале 2019 год мэр Москвы Сергей Собянин привёл данные, связанные с востребованностью наземного транспорта города Москвы. По заявлению Сергея Собянина, наземный транспорт почти догнал Московский метрополитен по объёму перевозок (около 7,4 миллиона поездок в будний день).
С 1 февраля 2021 года в рамках мероприятий по реструктуризации управления наземным транспортом и возможным акционированием Мосгортранса или его ликвидации, управление трамвайной системой передано в ГУП «Московский метрополитен».
14 сентября 2021 года (в тестовом режиме), а затем 1 октября 2021 года в ТиНАО запущен сервис перевозок по требованию «По пути». Позднее сервис был запущен в Сколково.
1 мая 2025 года коллектив Мосгортранса награждён Почётный знаком Российской Федерации «За успехи в труде» за достигнутые высокие показатели в производственной деятельности.

## Оплата проезда
Используется бестурникетная (с сентября 2018 года) автоматизированная система контроля проезда пассажиров (АСКП) с использованием бесконтактных валидаторов. С 17 марта 2020 года в рамках противоэпидемический мероприятий по борьбе с COVID-19 в Москве была временно (на момент введения ограничений) прекращена продажа билетов у водителей. Впоследствии по постановлению Правительства Москвы № 2172-ПП от 23 декабря 2021 года продажа билетов у водителя, а также у кондукторов на некоторых маршрутах были прекращены окончательно.
Контроль оплаты проезда осуществляет ГУП «Мосгортранс» и ГКУ «Организатор перевозок». Право наложения штрафов в отношении лиц, не оплативших проезд или использовавших чужие льготные проездные, есть только у второй организации.

### Тарифное меню
Оплатить проезд (кроме автобусов «По пути») можно следующими способами:
- покупка билета на 1 или 2 поездки (также действителен для проезда в метро и МЦД), тариф за 1 поездку — 61 ₽, 2 поездки — 122 ₽.
- транспортной картой «Тройка», тариф за 1 поездку — 46 ₽ (при пересадке на любой другой маршрут городского транспорта, включая метро и МЦД (в пределах зоны «Центральная»), применяется тариф «90 минут» и за пересадку списывается доплата 23 ₽, последующие пересадки в течение 90 минут с момента оплаты первой поездки являются бесплатными, при этом на метро или МЦД бесплатной является только одна пересадка); также на карту «Тройка» можно записать билет на 60 поездок, стоимость которого составляет 2400 ₽;

- бесконтактной банковской картой или смартфоном, имеющим модуль NFC, тариф за 1 поездку 51 ₽;
- социальной картой (только для льготных категорий пассажиров).

Кроме этого, есть единые билеты с неограниченным количеством поездок на 1, 3, 30, 90 и 365 дней, действующие на городском транспорте, метро и МЦД (в пределах зоны «Центральная»), а также билеты «ТАТ» на 30 дней, не действующие в метро и МЦД.
Провалидированный билет, безлимитную или социальную карту на АСКП пассажир обязан предъявить для проверки инспектору, передав её в руки проверяющему лицу. Аналогичная обязанность также действует в случае нахождения кондуктора в салоне транспортного средства.
Текущее тарифное меню действительно на всех маршрутах Мосгортранса и автобусах частных перевозчиков. К 15 августа 2016 года билеты «Единый», «90 минут», «ТАТ» и карта «Тройка», а также все виды социальных карт Москвы и Московской области также стали доступными на новых коммерческих маршрутах Москвы. С 15 августа 2017 года реализация ранее бумажных билетов («Единый», «90 минут» и «ТАТ») возможна только в варианте электронной записи на карту «Тройка».
В конце 2017 года началась реализация проекта бесконтактной системы оплаты проезда. Проект реализует ГУП «Мосгортранс» совместно с банком ВТБ и платежной системой MasterCard. Первые маршруты, которые оснастили валидаторами нового образца стали два трамвайных маршрута − № 6 («Братцево» — Метро «Сокол») и № 27 (Метро «Дмитровская» — Метро «Войковская»).
На микроавтобусных маршрутах действует лимит по допустимому количеству перевозимых пассажиров стоя. В случае полного заполнения салона и отсутствия стоячих мест, автобус далее следует по маршруту в режиме экспресса до первой остановки по требованию.

#### Городские маршруты и ближние пригородные
Это маршруты, полностью находящиеся на территории Москвы, а также проходящие по Московской области (например, автобусный маршрут Д). Это все маршруты Мосгортранса, кроме некоторых дальних пригородных.
С 1 сентября 2021 года на территории Москвы действуют две тарифные зоны:
- Зона А — Москва (включая присоединённые Новомосковский и Троицкий административные округа) без Зеленограда,
- Зона Б — Зеленоград.

При этом, внутри Зеленограда также действуют билеты зоны А, но поездки по автобусным маршрутам № 400 (связывающим Зеленоград с основной частью Москвы) тарифицируются как поездки между зонами А и Б.

#### Дальние пригородные маршруты
На дальних пригородных маршрутах Мосгортранса действуют отдельные зонные (пригородные) тарифы. К такому маршруту относится 510. Ширина одной пригородной зоны равна 5 км. Данный вид тарификации за последние годы постепенно охватывает всё меньше маршрутов в связи с введением зон А и Б, спорами с Московской областью (в частности, Красногорский район и аэропорт Домодедово) и прекращением обслуживания или отменой таких маршрутов, переводом в ближние пригородные без зон. При введении новых тарифов и зон А, Б в 2013 году в приказе и на официальном сайте зонная тарификация не была упомянута вовсе, но с 1 июня 2014 года данная тарификация вновь появляется в приложениях к постановлениям правительства Москвы.

#### Сервис «По пути»

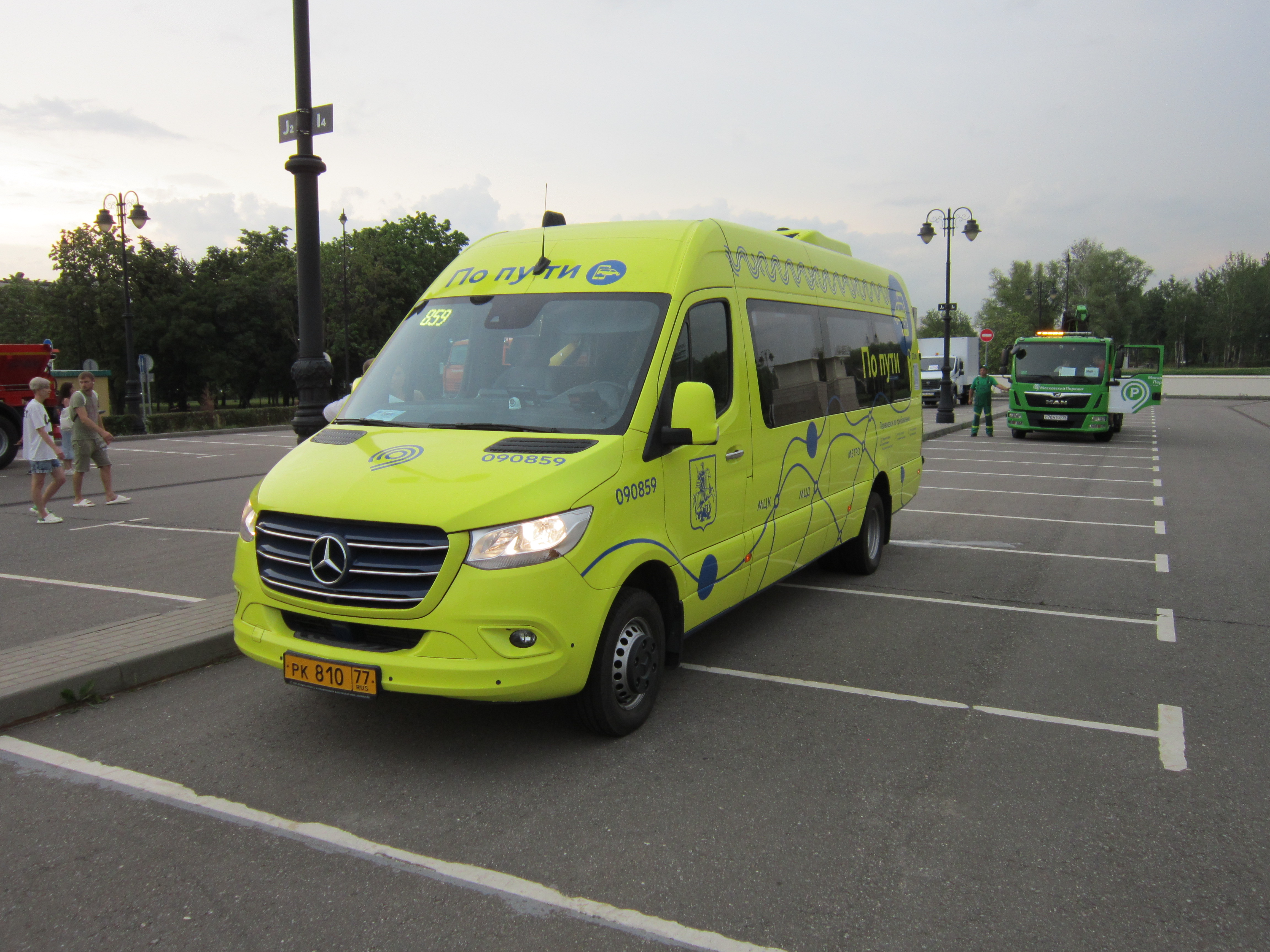
Микроавтобус Луидор-223603 (Mercedes-Benz Sprinter) сервиса «По пути»

Сервис автобусных перевозок по требованию «По пути» начал работу с 14 сентября 2021 года (в рамках тестирования). С 1 октября сервис стал доступен для всех желающих. Сервис обслуживается микроавтобусами Mercedes-Benz Sprinter, рассчитанными на 15—18 мест. Проезд стоячих пассажиров, пассажиров с ограниченными возможностями, провоз домашних животных запрещены. Такие микроавтобусы обслуживают две зоны:
- Зона 1: поселения Воскресенское, Десёновское, Сосенское и Филимонковское —  Прокшино[27]. Отдельные территории Филимонковского поселения и южная часть Десёновского поселения были добавлены 24 декабря 2021 года[28].
- Зона 2а (с 1 ноября 2021 года под номером «2»[29]): поселение Рязановское —  Силикатная[27]. С 24 декабря добавлена  Щербинка[28].
- Зона ИЦ «Сколково»: территория ИЦ «Сколково» —  Сколково[30]. Зона запущена 1 августа 2022 года в тестовом режиме[31]. В полноценном режиме сервис заработал на территории ИЦ в декабре 2022 года[13].

Стоимость проезда менялась несколько раз:
- 14 сентября 2021 года — 1 октября 2021 года (тестовый период): 1 ₽[10]
- 1 октября 2021 года — 1 января 2022 года: 46 ₽[12]
- 2 января 2022 года — 1 января 2023 года: 51 ₽[32]
- Со 2 января 2023 года: 56 ₽[33]. С апреля 2023 года добавлена возможность оплаты картой москвича (для льготных категорий)[34].

Планируется дальнейшее расширение географии сервиса. С ноября 2022 года стал возможен заказ автобуса не только от станции метро/МЦД или обратно, но и для поездок внутри зон (изначально в тестовом режиме). В декабре 2022 года сервис заработал на территории инновационного центра Сколково.

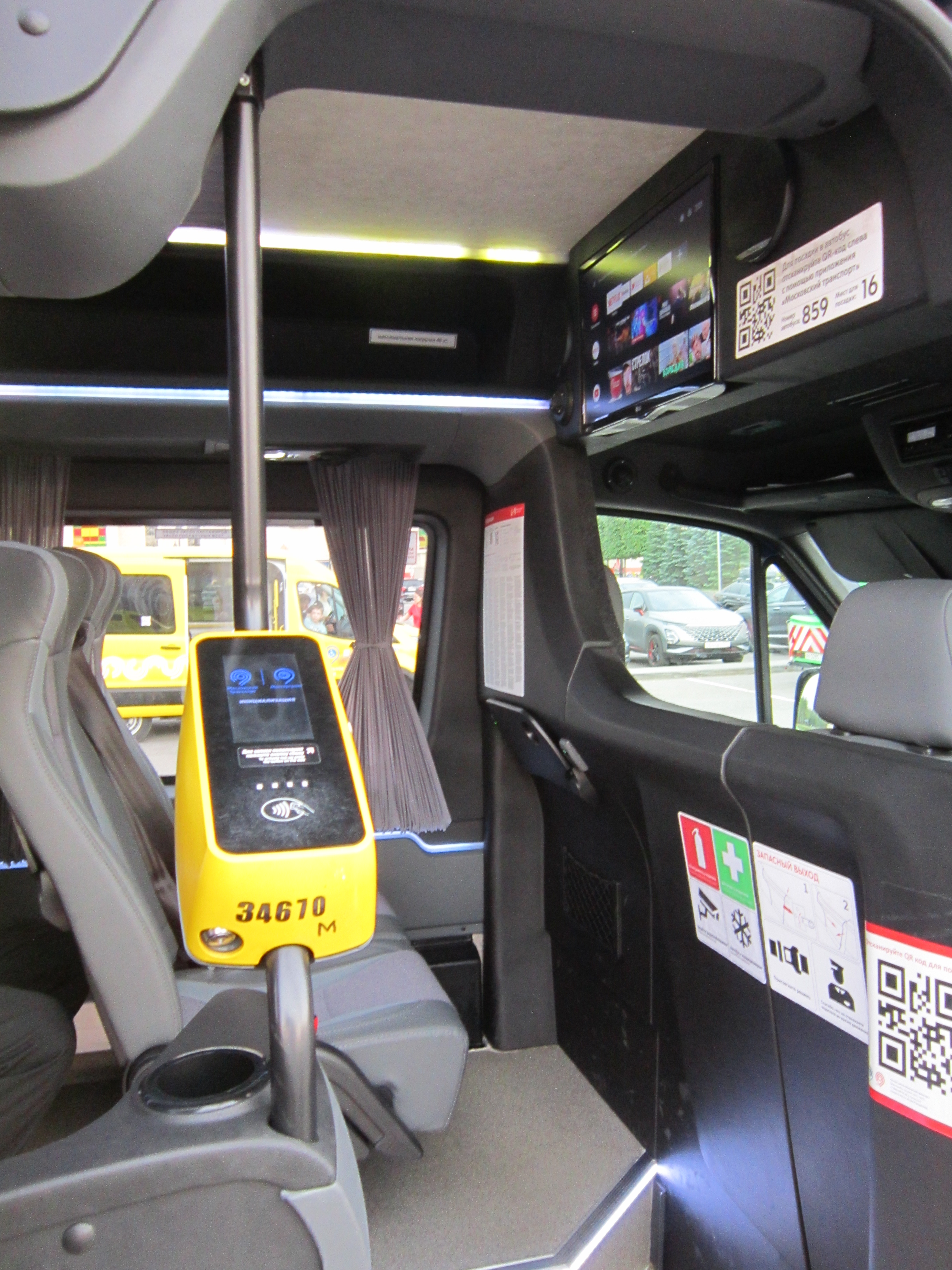
Валидатор в микроавтобусе сервиса «По пути»

Оформление поездки возможно только в приложении «Московский транспорт». Оплата поездки возможна либо в приложении «Московский транспорт», либо с помощью валидатора (только для льготных пассажиров; функция была запущена в апреле 2023 года).

## Подвижной состав

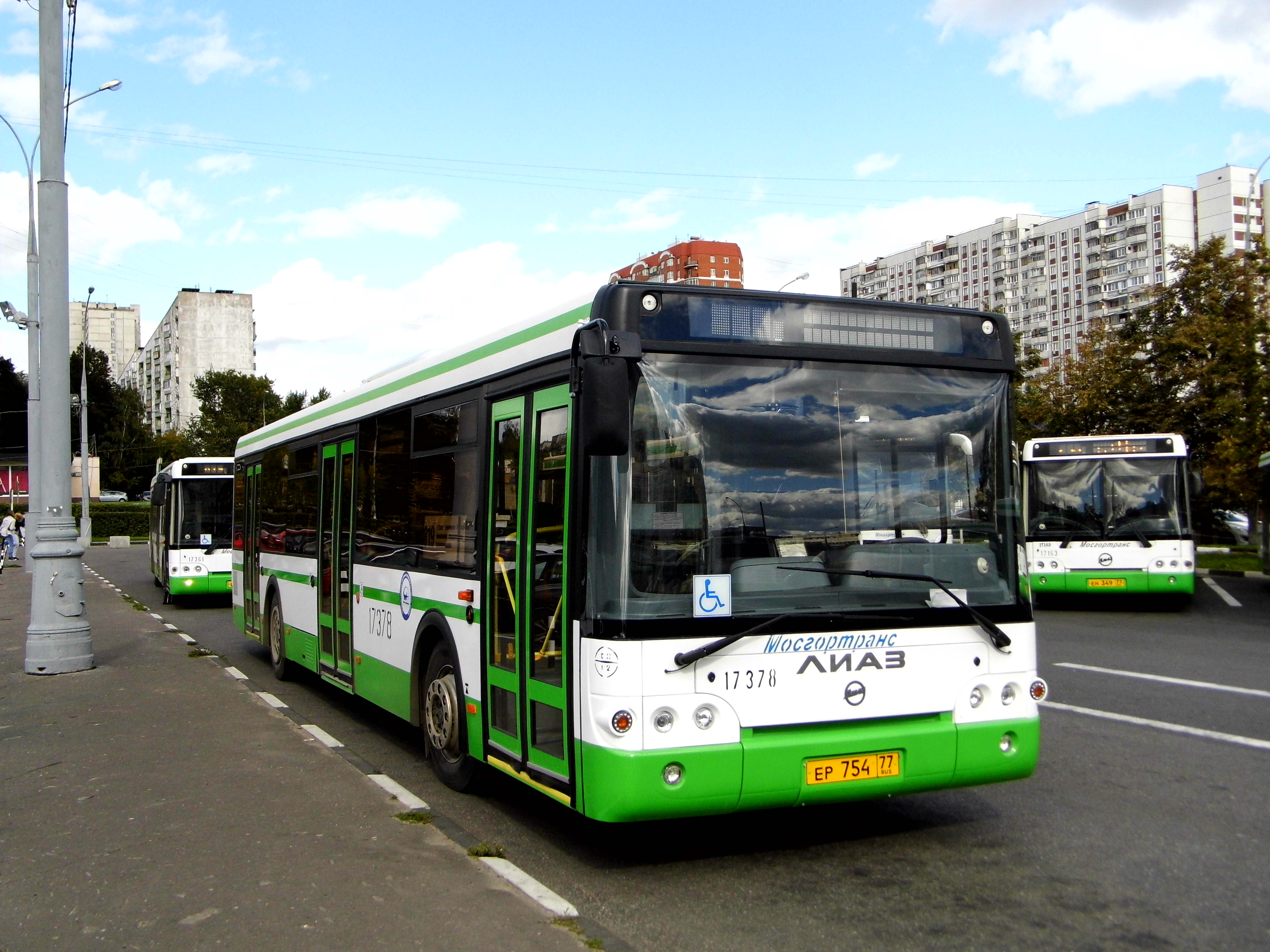
ЛиАЗ-5292

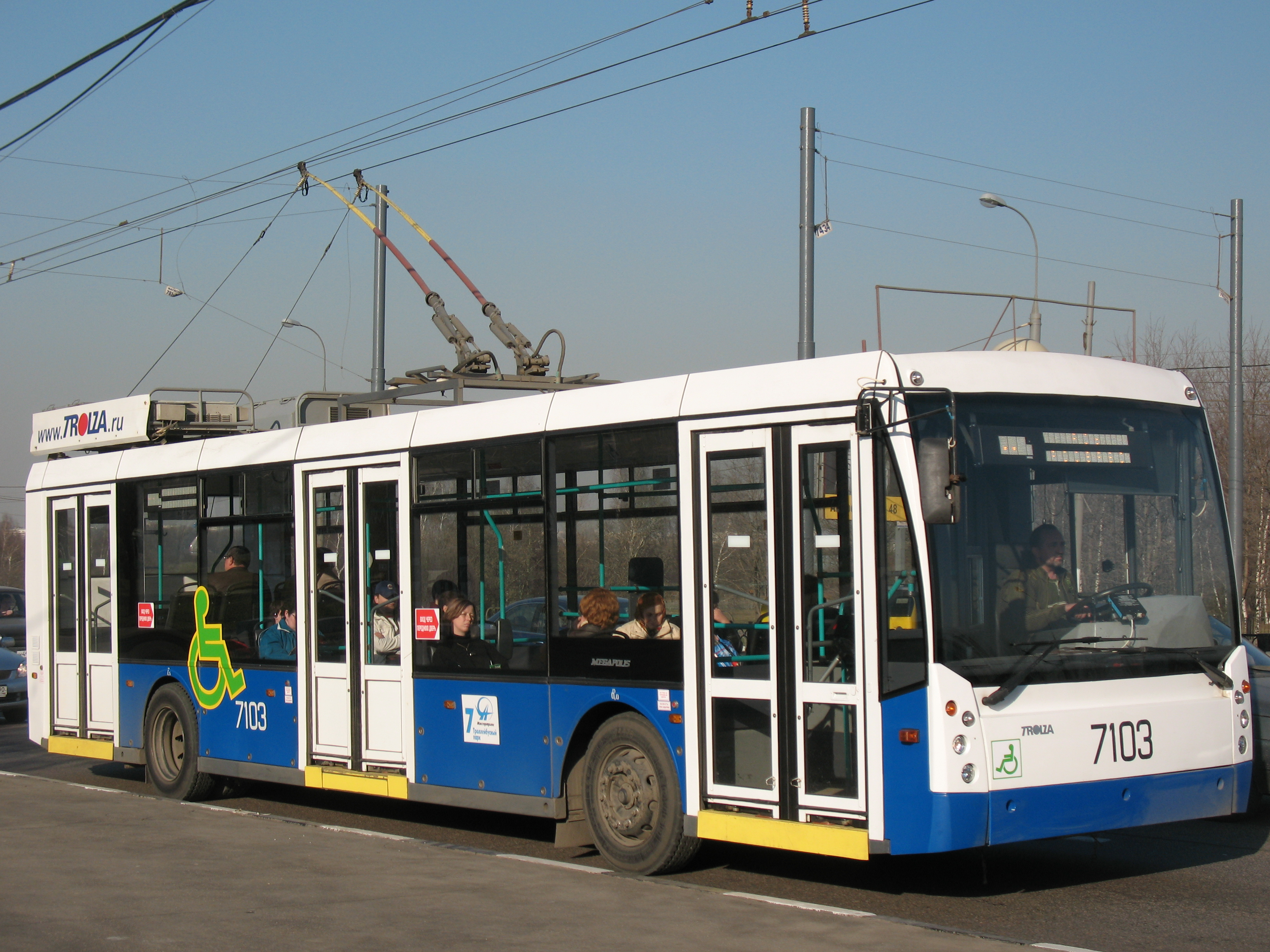
Тролза-5265 «Мегаполис»

В настоящее время все автобусы поступают в «Мосгортранс» только в низкопольном исполнении. Последние автобусы с высоким уровнем пола были приобретены в 2005 году, а последние троллейбусы — в 2006 году, последние автобусы в полунизкопольном исполнении были приобретены в 2009 году, а последние троллейбусы — в 2012 году.
С 2014 года поступали низкопольные трамваи особо большой вместимости (сочленённые).
В конце 2000-х годов в Москве проходили испытания трёхсекционные трамваи. Начиная с 2015 года в Краснопресненское трамвайное депо начали в массовом порядке поступать и курсировать новые трёхсекционные трамваи Pesa Fokstrot. С марта 2017 года в Москву поступают новые трёхсекционные трамваи «Витязь-М», особенностями которых являются бесшумный ход и низкопольность. Этими вагонами укомплектованы трамвайное депо им. Баумана и Октябрьское депо, продолжаются поставки в депо им. Русакова. Трамваи этой модели осуществляют перевозку пассажиров в северо-восточной, восточной, юго-восточной, южной и центральной частях Москвы. С июня 2018 года поступают трамваи «Витязь-М» с обновлённым салоном, вместимость при этом увеличилась с 60 сидячих мест до 64, появилась дополнительная накопительная площадка. В салоне каждого вагона имеются медиаэкраны, с помощью которых пассажиры в реальном времени получают актуальные сведения о пересадках, маршрутах и остановках, также установлены системы климат-контроля, спутниковая навигация, системы видеонаблюдения, бесплатный Wi-Fi, USB-разъёмы для зарядки мобильных устройств.
Автобусный подвижной состав также обновляется. До конца 2018 года в автобусные парки Мосгортранса поступил 571 автобус экологического класса «Евро-5», соответствующий тем же критериям комфорта, что и трамваи. В настоящее время в «Мосгортранс» поступают сочленённые автобусы «НефАЗ-6299», на базе которых планируется сборка сочленённых электробусов «KAMAZ-6292».

### Электробусы

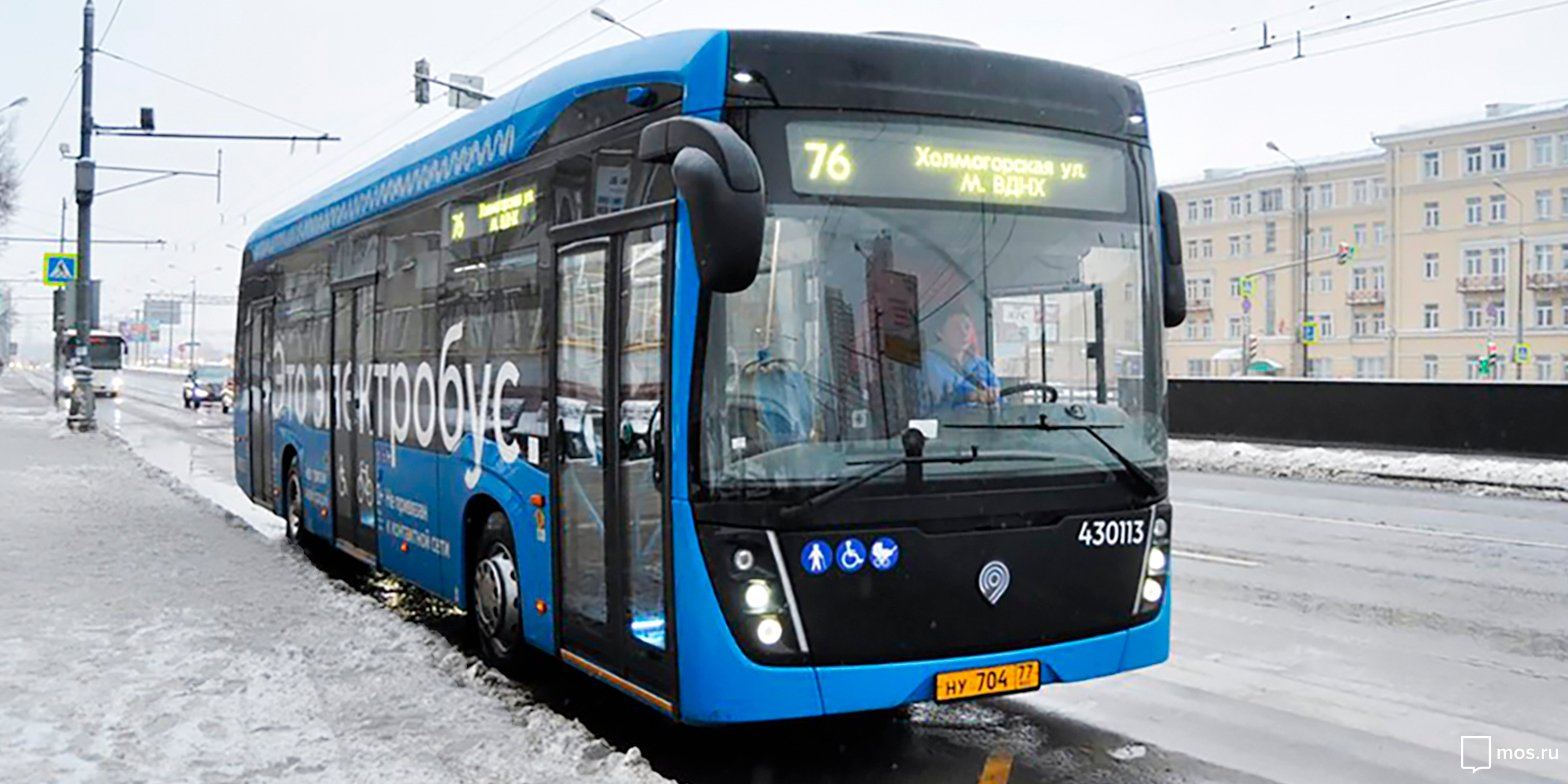
KAMAZ-6282 на маршруте № 76, декабрь 2018 года

Подвижной состав также представлен электрическими автобусами, которые выпускают заводы КАМАЗ и ЛиАЗ (второй поставляет автобусы под брендом ГАЗ). По состоянию на 20.08.2020 года в Москву поступило 455 электробусов, 193 из которых в филиал «Северо-Восточный» и 262 в филиал «Центральный», так что три контракта на 2019 год по электробусам полностью закрыты, а также исполняются контракты на 2020 год. С 15.07.2019 года электробусы работают на маршруте Sk (ныне перенумерован в Sk1 и немного изменён в районе ИЦ «Сколково»), с 10.08.2019 года на маршруте 107, с 09.09.2019 года троллейбусный маршрут № 42 был полностью переведён на электробусы и получил номер т42, с 26.09.2019 года маршрут т25 был переведён в Филиал «Центральный», а 5 ноября 2019 года он был возвращён обратно в Филиал «Северо-Восточный», летом 2020 года, маршрут был возвращён в Филиал «Центральный» (Ленинградская площадка). Таким образом, по состоянию на 20.08.2020 года 20 маршрутов обслуживаются Филиалом «Центральный» (Площадки Филёвская и Ленинградская). Контракт на 2019 год по переводу маршрутов на обслуживание электробусами был закрыт, оставался маршрут № 271, который 15 августа 2020 года был отменён. На данный момент исполняются контракты по переводу маршрутов на обслуживание электробусами. В СВАО электробусы начали работать на маршруте № 778, обслуживаемом Филиалом «Северо-Восточный», летом 2020 года, маршрут был переведён в Филиал «Центральный» (Ленинградская площадка). Обновление данных по электробусам происходит в режиме реального времени, сразу же после получения информации. С 9 сентября 2019 года троллейбусная площадка филиала «Северо-Восточный» стала первым в Москве транспортным предприятием, полностью отказавшимся от троллейбусов — поводом для этого на электробус переведён маршрут № 14, а на маршрут № 41 вышли автобусы. Предпоследним на электробус был переведён маршрут № 789, последним на электробус был переведён маршрут № 38, первый следует от Холмогорской улицы до Метро Ботанический сад, второй следует от Рижского вокзала до Метро Китай-Город. В 2020 году началась поставка ещё 300 электробусов, вдобавок по допнику ожидалась ещё одна партия электробусов в размере 300 штук, однако после переигрыша тендеров на 2020 год допника не будет и будет поставлено только 300 электробусов — все они пойдут в филиал «Центральный»: 200 единиц на Ленинградскую площадку и 100 единиц на основную Давыдовскую площадку. В 2020 году будут введены ряд электробусных маршрутов, начинающихся от Метро «Ховрино» и обслуживаемые Ленинградской площадкой филиала «Центральный». На западе Москвы первыми были установлены зарядки на к/ст Филёвский парк, в связи с чем, с 10.08.2019 года на электробусах поехал автобусный маршрут № 107, далее зарядки были установлены на конечных станциях «Крылатское», «Метро „Озёрная“», «Метро „Парк Победы“», «Площадь Киевского вокзала», а также на остановке «Кинотеатр „Ударник“». По состоянию на 25.01.2020 года зарядки заработали на Площади Киевского вокзала, к/ст «Крылатское» и «Метро „Озёрная“», зарядки на к/ст «Метро „Парк Победы“» и на остановке «Кинотеатр „Ударник“» заработали с 6 мая 2020 года, со дня запуска маршрута т7. Спустя некоторое время после перезапуска на электробусы, маршруту будет отменён оттянутый разворот через метро Ломоносовский проспект, с Воробьёвского шоссе он тут же повернёт на Улицу Косыгина.

### Микроавтобусы

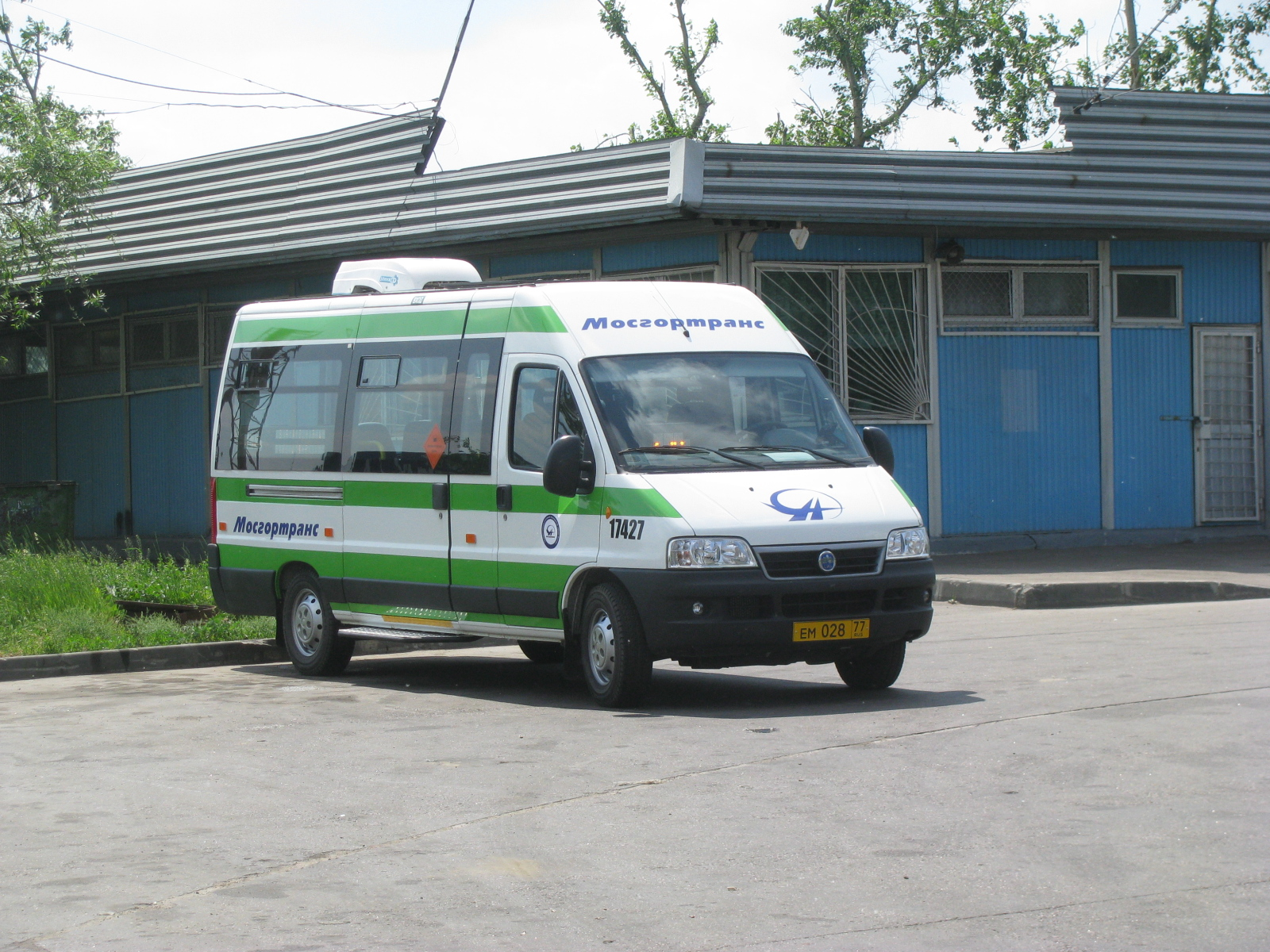
Рейсовый микроавтобус Fiat Ducato

Помимо обычных автобусов «Мосгортранс» использует также микроавтобусы Mercedes-Benz Sprinter. Они работают на обычных автобусных маршрутах и в том же режиме, с использованием обычных проездных документов и сохранением всех льгот (кроме микроавтобусов сервиса «По пути»). Некоторые городские маршруты, там где обычные автобусы проехать не могут, а также на ряде маршрутах по выходным дням обслуживаются исключительно микроавтобусами. Проезд в таких автобусах осуществляется только по местам для сидения, о чём свидетельствует буклет с информацией о допустимой пассажировместимости и отсылкой на постановление Правительства РФ (в редакции от 28 апреля 2015 года).
В прошлом, в некоторых автобусных парках в режиме маршрутных такси работали микроавтобусы «ГАЗель» и «Бычок», которые работали в частном исполнении (без льгот за наличную плату). Вскоре они были списаны и распроданы по регионам России. В 2009—2017 годах осуществлялась эксплуатация микроавтобусов Fiat Ducato, закупленных для работы как на существующих, так и для новых укороченных маршрутов в дополнение к существующим. С середины 2015 года началось массовое списание микроавтобусов Fiat Ducato, по причине их невостребованной пассажировместимости в местах прохождения наиболее оживлённых маршрутов и исчерпания срока эксплуатации. В 2017 году ГУП «Мосгортранс» закупил 85 микроавтобусов марки Mercedes-Benz Sprinter, поставка которых осуществилась во все автобусные парки за исключением 17-го. Оставшиеся 16 микроавтобусов Fiat Ducato сняты с паркового баланса и используются для служебных перевозок.

## Структура предприятия
По состоянию на 2025 год в структуру ГУП «Мосгортранс» входят:
- Филиал «Северо-Восточный»
- Филиал «Северо-Западный»
- Филиал «Юго-Западный»
- Филиал «Южный»

- Дирекция конечных станций
- Музей транспорта Москвы
- Служба доходов и контроля
- Служба заказных перевозок

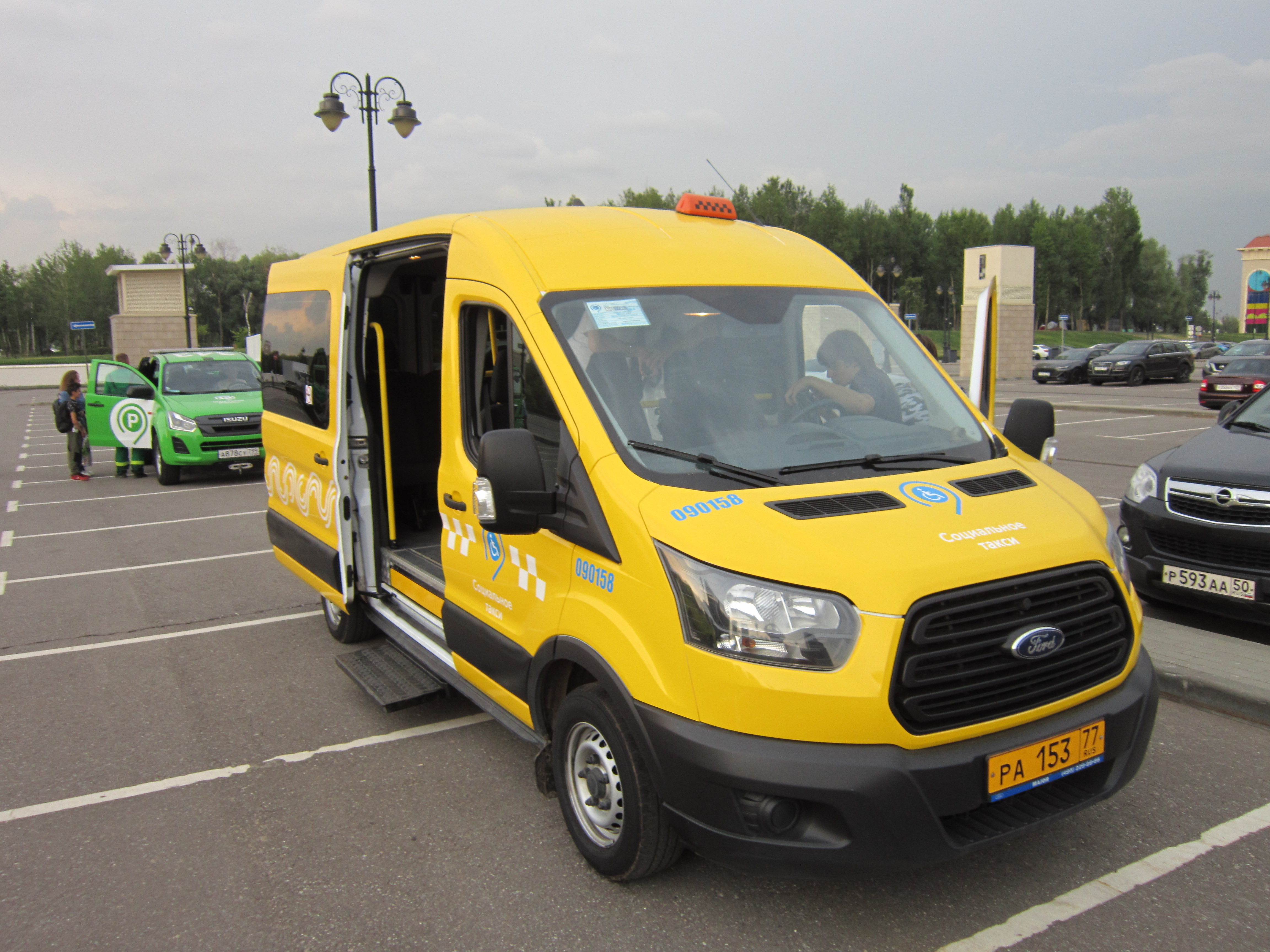
Автомобиль службы «Социальное такси» на базе Ford Transit

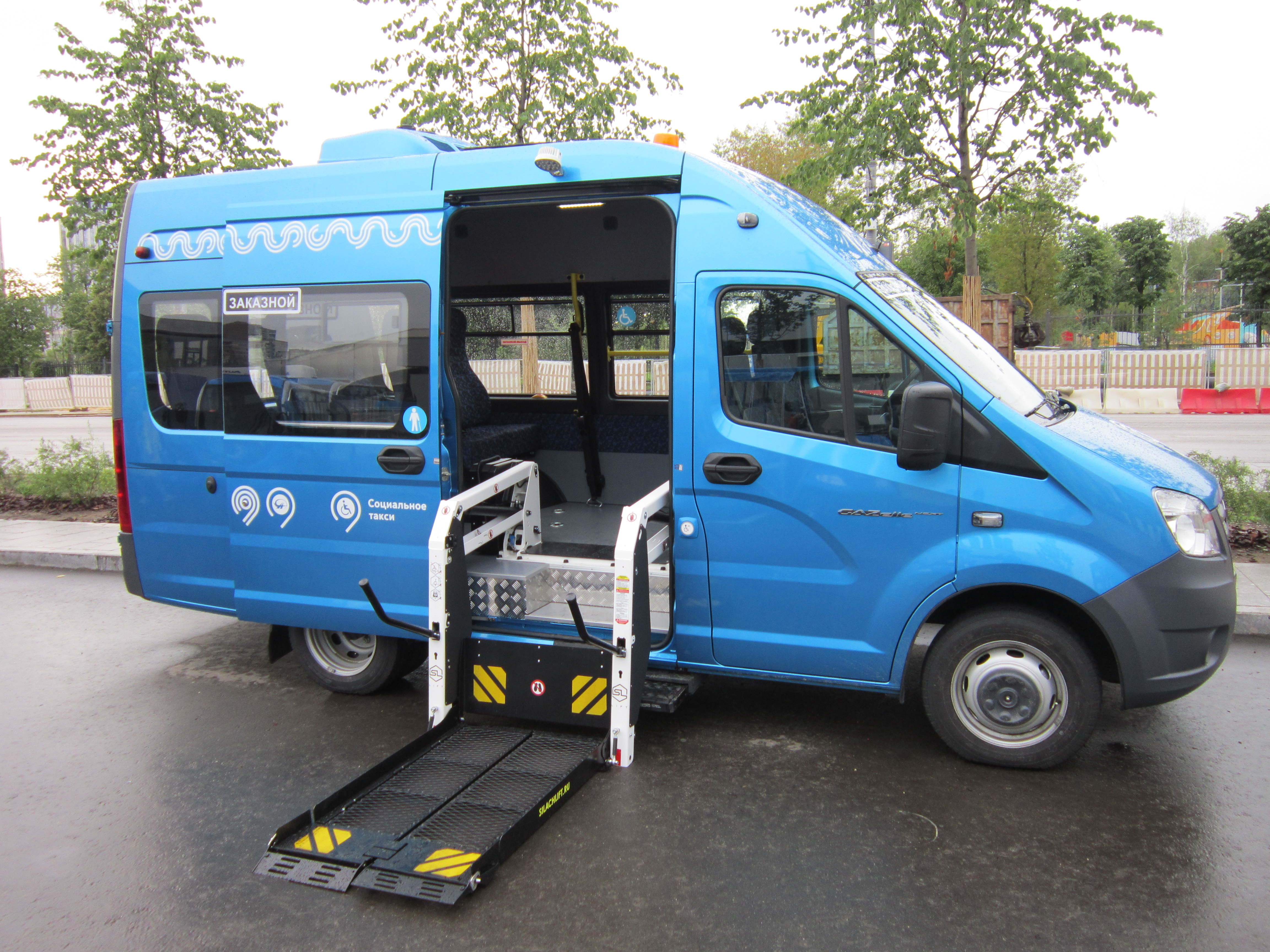
Автомобиль службы «Социальное такси» на базе ГАЗель NEXT с разложенным подъёмником для инвалидных колясок

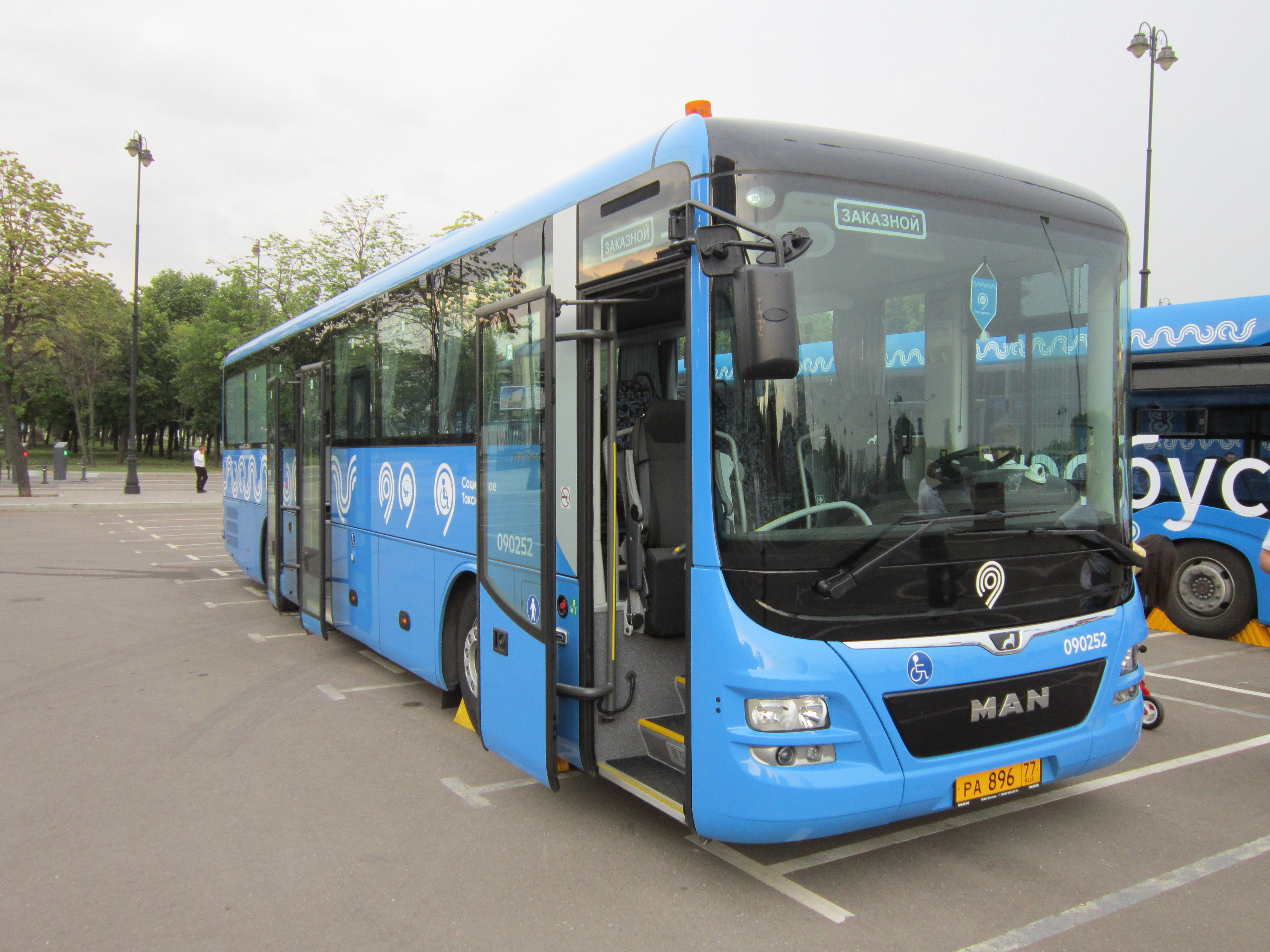
Автоспецкомпонент-6283 (MAN Lion’s Intercity)

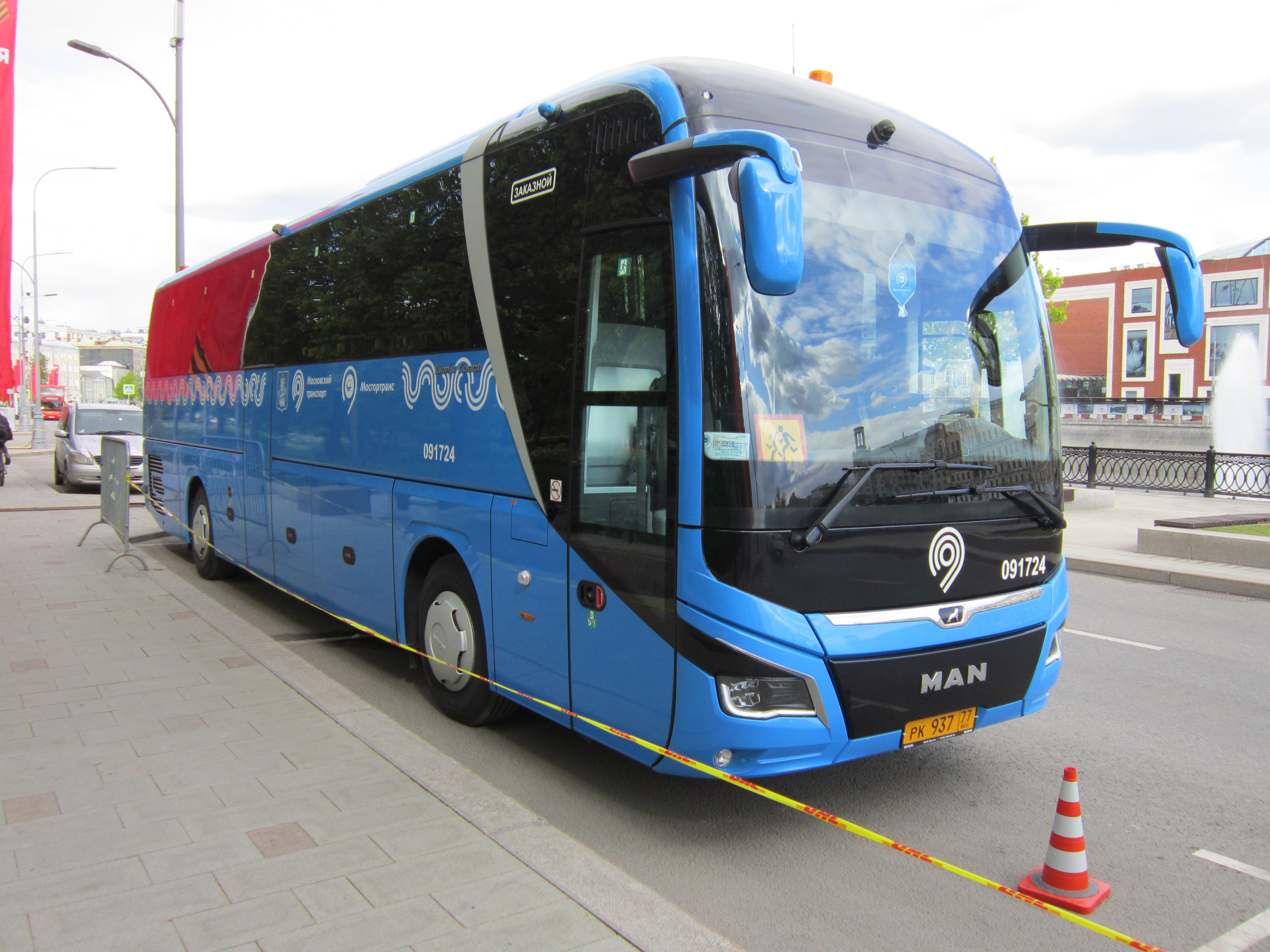
MAN Lion’s Coach

- Служба информационных технологий и связи
- Служба материально-технического обеспечения
- Служба речного транспорта
- Служба энергохозяйства
- Сокольнический вагоноремонтно-строительный завод «СВАРЗ» (с филиалами)
- Специализированная автобаза
- Строительное управление «Мосгортрансстрой»
- Центр автомотоподготовки

## Перспективы
Департамент транспорта и развития дорожно-транспортной инфраструктуры города Москвы и руководство «Мосгортранса» реализуют планы по улучшению транспортного обслуживания населения — такие, как:
- Строительство пересадочных терминалов на крупных пересадочных узлах («Речной вокзал», «Планерная», «Тушинская» и др.), а также эксплуатация новых пригородных и междугородных автостанций.
- Развитие проекта «Магистраль» (реализация сети начата 8 октября 2016 года).
- Отказ от эксплуатации моторных автобусов с их последующей заменой на электротранспорт[39].
- Расширение зоны обслуживания сервиса «По пути».